# 翟國 (楚漢)
翟国，中国楚汉之际的封国。
前206年，项羽分封诸侯，将秦国一分为四，刘邦为汉王，章邯为雍王，司马欣为塞王，董翳为翟王，都城在高奴县（今陕西省延安市）。同年八月，董翳降汉，翟国为上郡。

## 相關事項
- 秦朝行政區劃
- 項羽十八諸侯列表